# Poxoréo
Poxoréo là một đô thị thuộc bang Mato Grosso, Brasil. Đô thị này có diện tích 6923,227 km², dân số năm 2007 là 17677 người, mật độ 2,55 người/km².